# جميلة (راقصة)
قالب:Infobox dancer
فاطمة صادقي ( الفارسية: فاطمه صادقی   ولدت في 26 أكتوبر 1946، والمعروفة باسمها الفني جميلة ممثلة، ومؤدية كباريه ، وراقصة إيرانية. ساهمت في نشر الرقص الشرقي في إيران، ويُقال إنها كانت أعلى ممثلة كباريه من أصل إيراني أجرًا عام ١٩٧٤ م . كما أدت أدوارًا تمثيلية وراقصة في العديد من الأفلام الإيرانية في ستينيات وسبعينيات القرن العشرين.

## السيرة الذاتية

### بداية حياتها
وُلدت جميلة عام ١٩٤٦  في طهران ، إيران. كان والدها، رجب فاكسي، بائع جوز، ثم أصبح ممثلًا في مسرح السياحة في إيران . أما عمها، مرشد نصرالله، فكان عازف زرب وشاعرًا متجولًا . في طفولتها، أتقنت الرقص الشرقي وقدمت عروضًا مع والدها. 

### دخولها مهنة الرقص

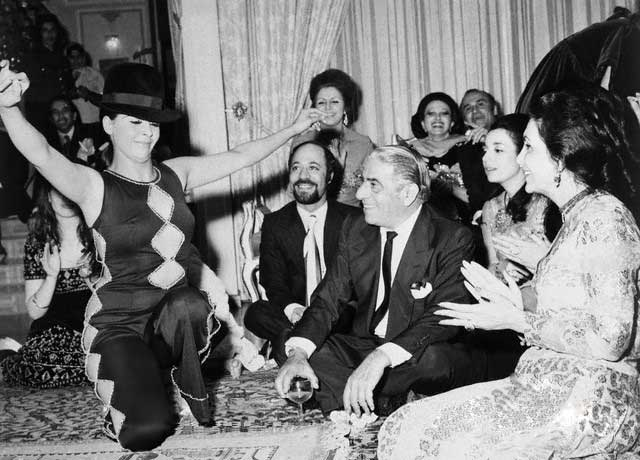
جميلة ترقص أمام قطب الأعمال اليوناني أرسطو أوناسيس في طهران، إيران عام 1972

كانت جميلة منخرطة في المشهد المسرحي في البداية وكانت تؤدي في الغالب أسلوبًا تعليميًا ذاتيًا من رقص بوليوود في المقاهي التقليدية.  كان زواجها الأول من جيه آر، وهو مغني من نوع الروحوزي للكوميديا الموسيقية في المسرح الفارسي التقليدي. ثم تزوجت من محمد أرباب، صاحب كباريه بكارا مولان روزه .  بعد زواجها من أرباب، واصلت الرقص وأدت في الكباريهات مثل بكارا مولان روزه الخاصة بأرباب وكذلك في الكباريه الخاص بها، ليدو . استمر زواجها من أرباب حتى وفاته في عام 1973. 
مثل غيرها من الفنانات الإيرانيات في القرن العشرين مثل سوزان ودلكاش وجوجوش ، أتاحت مهنة جميلة في الرقص في الكباريهات لها فرصة دخول السينما الإيرانية ، الأمر الذي قادها في النهاية إلى الشهرة الوطنية.  بدأت مسيرتها التمثيلية بعد زواجها من أرباب،  بهدف أن يتم الاعتراف بها كـ "راقصة ممثلة" في السينما الإيرانية، مثل سامية جمال في السينما المصرية .  لعبت بشكل أساسي أدوارًا مرتبطة بالرقص في أكثر من 25 فيلمًا،  بما في ذلك الأدوار في زان وحش وحش (1969)، ودوختر ظالم بالا (1970)، ' بابراهنة (1974).  أنتجت شركة فردوسي فيلم، المملوكة لزوجها أرباب، العديد من الأفلام التي شاركت فيها، بما في ذلك فيلم "خوشغلتارين زان ' " عام 1971. ويُقال إنها كانت أعلى ممثلة كباريه من أصل إيراني أجرًا عام 1974،  وقدمت عروضًا لضيوف أجانب بارزين، منهم هنري كيسنجر وأرسطو أوناسيس . 

### مسيرتها المهنية بعد الثورة الإيرانية
بعد فرارها من إيران، عقب الثورة الإيرانية  واصلت جميلة مسيرتها المهنية في لوس أنجلوس، كاليفورنيا، حيث استقرت.  قدمت عروضها بشكل متكرر في "كباريه إيران" في لوس أنجلوس لأكثر من 20 عامًا وحتى الخمسينيات من عمرها.  

## إرثها
على الرغم من أن راقصات مثل مهوش وآفات هن أول من أدخلن الرقص الشرقي والرقصات الشعبية الفارسية الأخرى إلى السينما الإيرانية، إلا أن جميلة كانت مسؤولة عن نشر نسخة من الرقص في إيران من خلال عروضها وأدوارها السينمائية.  وهي أستاذة في الرقصات الفارسية ، بما في ذلك رقصات البنداري والقاسم آبادي التقليدية، وبعض الرقصات الفارسية الكلاسيكية،  وأصبحت معروفة بأسلوبها المحدد في رقص البطن، بالإضافة إلى الرقصات الفارسية مثل أسلوب رقص الجاهلي .  يتضمن أسلوب رقص الجاهلي تقليد رجل خشن ، وهو أكثر إثارة بشكل واضح مقارنة بالرقصات الفارسية التقليدية. غالبًا ما يتم أداؤه مرتديًا كولاه مخملي ، وهو نوع من القبعات يشبه الفيدورا .  
وفقًا لإيدا مفتاحي، المؤرخ المتخصص في التاريخ الإيراني الحديث،  لم تكن جميلة مرتبطة بصورة راقصة الكباريه النمطية في وسائل الإعلام،  بل بصورة "الفنانة القيمة"  التي من المحتمل أن تحسنت بمساعدة تأثير زوجها. 

## فيلموغرافيا
تشمل أدوار جميلة في الرقص والتمثيل في السينما الإيرانية ما يلي:
- جوهر شب جراغ ( الجوهرة المضيئة ، 1967)
- زان وحشيّ وحشيّ ( المرأة البرية ، 1969) [7]
- دختر ظالم بالا ( طاغية فتاة جميلة ، 1970) [7]
- خوشجلتارين زان ' (1971) [15]
- عروس حافية القدمين (1974) [7]
- شرف (1975)
- جول باري جون (1974)
- جيدال (1976)

## أنظر أيضاً
- الرقص الفارسي

## الاستشهادات
1. 1 2 3  Talattof 2011، صفحة 185.
2. 1 2  Breyley & Fatemi 2015، صفحة 140.
3. 1 2 3 4 5 6 7  Meftahi 2017، صفحة 88.
4. ↑  Talattof 2011، صفحة 102.
5. ↑  Meftahi 2017، صفحة 118.
6. 1 2 3  Talattof 2011، صفحة 186.
7. 1 2 3 4  Meftahi 2017، صفحة 131.
8. ↑  Tavaana، para. 9.
9. ↑  Walker 1996، para. 6.
10. ↑  Friend 1997، para. 3.
11. ↑  Talattof 2011، صفحة 101.
12. ↑  Friend 1997، para. 3-4.
13. ↑  UMD.
14. ↑  Mu'assisah'i Ittila'at, quoted in Meftahi (2017, p. 88)
15. ↑  Meftahi 2017، صفحات 88, 131.